# Tobias Hellman
Tobias Hellman, né le 16 janvier 1973 à Lidingö, est un skieur alpin suédois dont la carrière s'est déroulée de 1990 à 2001. Considéré comme un des plus grands espoirs du ski alpin suédois, il n'a pas été en mesure de confirmer au plus haut niveau. Il devient le premier skieur à remporter cinq médailles au cours d'une même édition des championnats du monde junior en 1992 à Maribor dont trois titres en super G, slalom et combiné. Il dispute ensuite la Coupe du monde sans jamais parvenir à monter sur un podium dans sa carrière que cela soit en super G, slalom géant ou slalom. Il participe également aux Jeux olympiques d'hiver de 1994 à Lillehammer et aux championnats du monde de 1996 à Sierra Nevada.

## Biographie
Aux Championnats du monde juniors 1992, Tobias Hellman devient le premier skieur à remporter trois titres mondiaux juniors (super G, slalom et combiné), par ailleurs il obtient la médaille d'argent en slalom géant et la médaille de bronze en descente. Seuls deux skieurs ont fait mieux : les Autrichiens Benjamin Raich avec cinq titres entre 1996 et 1998 et Marcel Hirscher avec trois titres et trois autres médailles entre 2007 et 2009, mais ils ont dû s'y prendre sur plusieurs éditions.
Cet exploit est resté sans lendemain. Hellman compte 22 départs en Coupe du monde entre la saison 1993 et 1997 sans jamais parvenir à monter sur un podium, son meilleur résultat étant une neuvième place obtenue en super G à Aspen le 7 mars 1993. Il participe une seule fois aux Jeux olympiques d'hiver, il s'agit de l'édition 1994 à Lillehammer. Il prend part à deux épreuves - le super G et le combiné. Il obtient son meilleur résultat en combiné avec une 13e place. Également il prend part à une édition des championnats du monde en 1996 à Sierra Nevada où son meilleur résultat est une 31e place en super G.

## Palmarès

### Jeux olympiques d'hiver
Tobias Hellman a disputé une seule fois les Jeux olympiques d'hiver, il s'agit de l'édition 1994 à Lillehammer. Il prend part à deux épreuves - le super G et le combiné. Il obtient son meilleur résultat en combiné avec une 13e place.
| Épreuve / Édition   | Descente | Super G | Géant | Slalom | Combiné |
| JO 1994 Lillehammer | —        | —       | 19e   | —      | 13e     |

Légende :

— : Tobias Hellman n'a pas participé à cette épreuve

### Championnats du monde
Tobias Hellman a participé qu'à une édition des championnats du monde en 1996 à Sierra Nevada. Son meilleur résultat est une 31e place en super G.
| Épreuve / Édition           | Descente | Super G | Géant   | Slalom | Combiné |
| Mondiaux 1996 Sierra Nevada | 37e      | 31e     | Abandon | —      | —       |

Légende :

— : Tobias Hellman n'a pas participé à cette épreuve

### Coupe du monde
- Meilleur classement général : 87e en 1993.
- Aucun podium.

#### Différents classements en coupe du monde
Tobias Hellman compte 22 départs en Coupe du monde entre la saison 1993 et 1997. Il marque ses premiers points lors de la saison 1993 lors d'un super G à Val d'Isère. Son meilleur résultat est une neuvième place obtenue en super G à Aspen le 7 mars 1993.
| Année/Classement | Année/Classement | Général | Général | Descente | Descente | Super G | Super G | Géant  | Géant  | Slalom | Slalom | Combiné | Combiné |
| ---------------- | ---------------- | ------- | ------- | -------- | -------- | ------- | ------- | ------ | ------ | ------ | ------ | ------- | ------- |
| Année/Classement | Année/Classement | Class.  | Points  | Class.   | Points   | Class.  | Points  | Class. | Points | Class. | Points | Class.  | Points  |
| 1993             | 1993             | 87e     | 50      | -        | -        | 30e     | 50      | -      | -      | -      | -      | -       | -       |
| 1994             | 1994             | 131e    | 7       | -        | -        | 49e     | 2       | 50e    | 2      | -      | -      | -       | -       |
| 1995             | 1995             | -       | -       | -        | -        | -       | -       | -      | -      | -      | -      | -       | -       |
| 1996             | 1996             | 150e    | 2       | -        | -        | 59e     | 2       | -      | -      | -      | -      | -       | -       |
| 1997             | 1997             | 126e    | 8       | -        | -        | 43e     | 8       | -      | -      | -      | -      | -       | -       |

### Championnats du monde junior
Tobias Hellman compte trois participations aux championnats du monde junior entre 1990 et 1992. Il est la star de l'édition 1992 où il gagne une médaille dans chacune des épreuves dont trois titres en super G, slalom et combiné. Seul l'Autrichien Benjamin Raich fait mieux avec cinq titres entre 1996 et 1998.
| Épreuve / Édition     | Descente           | Super G       | Géant             | Slalom        | Combiné       |
| Mondiaux 1990 Zinal   | 20e                | 24e           | -                 | 11e           | -             |
| Mondiaux 1991 Geilo   | 27e                | -             | 6e                | 14e           | 7e            |
| Mondiaux 1992 Maribor | Médaille de bronze | Médaille d'or | Médaille d'argent | Médaille d'or | Médaille d'or |